# Lucienne Mathieu-Mohin
Lucienne Mathieu-Mohin (Sint-Joost-ten-Node, 3 april 1931) was een Belgisch volksvertegenwoordiger en senator.

## Levensloop
Ze werd beroepshalve onderwijzeres.
Lucienne Mathieu-Mohin werd politiek actief voor het FDF en was voor deze partij van 1970 tot 1982 gemeenteraadslid van Vilvoorde. Tevens was ze van 1968 tot 1974 provincieraadslid van Brabant.
Vervolgens was ze van 1974 tot 1981 parlementslid voor het FDF: van 1974 tot 1977 was ze voor het arrondissement Brussel lid van de Kamer van volksvertegenwoordigers en van 1977 tot 1981 voor hetzelfde arrondissement rechtstreeks gekozen senator in de Belgische Senaat.
In 1981 diende ze, samen met volksvertegenwoordiger Georges Clerfayt, klacht in bij de Europese Commissie voor de Rechten van de Mens, omdat volgens hen de Belgische staat hun rechten als Franstaligen geschonden had. De uitspraak vond plaats op 2 maart 1987 en gaf de beide klagers ongelijk.
In januari 1982 verliet ze het FDF, waarna ze overstapte naar de PRL. Voor deze partij was Mathieu-Mohin van 1983 tot 2000 gemeenteraadslid van Brussel.